# Adam Johnson (hockeista su ghiaccio)
Adam Robert Johnson (Grand Rapids, 22 giugno 1994 – Sheffield, 28 ottobre 2023) è stato un hockeista su ghiaccio statunitense, attaccante dei Nottingham Panthers.

## Biografia

### Carriera
Johnson ha iniziato a giocare a hockey su ghiaccio nella lega juniori con gli Indiana Ice e Sioux City Musketeers. Non iscritto alla National Hockey League, ha giocato due stagioni di hockey su ghiaccio collegiale con la squadra Minnesota Duluth Bulldogs dell'Università del Minnesota Duluth nella National Collegiate Hockey Conference (NCHC). Durante la sua seconda stagione 2016-17, Johnson ha segnato 18 gol e totalizzato 37 punti in 42 partite, arrivando secondo nel club sia in gol che in punti. Ha aiutato il Minnesota-Duluth ad avanzare al Frozen Four del 2017 con un goal di power play per sconfiggere la Boston University 3–2 ai tempi supplementari. I Bulldogs alla fine caddero contro Denver 3–2 nella partita per il titolo.
Nel luglio 2017 ha firmato un contratto di ingresso biennale con i Pittsburgh Penguins dopo aver frequentato il campo prospettivi della squadra. Johnson è stato il secondo capocannoniere dei Wilkes-Barre/Scranton Penguins, affiliata all'American Hockey League (AHL), di Pittsburgh durante la stagione 2017-18 e ha fatto il suo debutto in NHL con Pittsburgh il 21 marzo 2019, vincendo 2-1 sui Predatori di Nashville. Ha giocato un totale di 13 partite di NHL e ha segnato un gol nella vittoria per 7–4 contro i Minnesota Wild il 12 ottobre.
Con la pandemia di COVID-19 che ritarda la stagione nordamericana, Johnson si è unito ai Malmö Redhawks per la stagione 2020-21. Apparendo con i Redhawks tra i primi sei ruoli di attaccante, Johnson ha aggiunto sette gol e 12 punti in 21 partite della stagione regolare prima di terminare il suo contratto e tornare in Nord America il 27 marzo 2021.
Il 6 aprile 2021, Johnson ha firmato con l'Ontario Reign della AHL, la principale affiliata dei Los Angeles Kings, per il resto della stagione 2020-21. Johnson ha segnato 11 punti in 14 partite per il Regno. Rimanendo con il Reign nella stagione 2021-22, Johnson ha registrato un gol e sei punti in 28 partite della stagione regolare prima di essere ceduto il 17 febbraio 2022 ai Lehigh Valley Phantoms in cambio di considerazioni future.
Johnson è tornato in Europa nella bassa stagione 2022, firmando un contratto di un anno con l'Augsburger Panther della tedesca Deutsche Eishockey Liga (DEL), il 12 settembre 2022. Nella stagione 2022-23, Johnson ha segnato sette gol e 22 punti in 45 partite della stagione regolare. I Panthers terminarono la stagione in zona retrocessione e Johnson lasciò il club dopo il suo contratto il 17 marzo 2023.
Nell'agosto 2023 si è unito ai Nottingham Panthers della Elite Ice Hockey League (EIHL) per la stagione 2023-24.

### Morte
Il 28 ottobre 2023 Johnson era a Sheffield per giocare contro gli Sheffield Steelers all'Utilita Arena davanti a 8.000 spettatori, quando durante il match vi fu una colluttazione tra lui e l'avversario Matt Petgrave, il quale, cadendo, sollevò la gamba e con la lama recise la giugulare di Johnson. Quest'ultimo tentò poi di raggiungere la panchina della sua squadra prima di perdere completamente i sensi. Trasferito al Northern General Hospital di Sheffield, fu dichiarato morto per dissanguamento. La notizia della morte di Johnson venne tenuta nascosta fino al mattino seguente mentre i parenti di Johnson venivano allertati.
La polizia del South Yorkshire aprì un'inchiesta sulla sua morte. In Inghilterra, un atto che può ragionevolmente causare gravi danni fisici a una persona ma che provoca la sua morte può costituire un omicidio; in tal caso, i pubblici ministeri hanno a disposizione anche un'accusa minore di omicidio colposo costruttivo. Un rapporto dell'autopsia ha confermato che Johnson è morto per la ferita al collo. Il 14 novembre, 17 giorni dopo l'incidente, la polizia del South Yorkshire ha annunciato l'arresto di un uomo la cui identità è rimasta celata con l'accusa di omicidio colposo nella morte di Johnson. Successivamente è stato rilasciato su cauzione della stessa polizia.
La morte di Johnson ha portato diverse associazioni di hockey a istituire delle restrizioni circa la messa in sicurezza dei caschi dei giocatori con delle protezioni sul collo, al fine di evitare che eventi simili si potessero ripetere. Tuttavia, l'Elite Ice Hockey League, per la quale Johnson giocava al momento della sua morte, annunciò di non avere intenzione di imporre tali protezioni. Sebbene non richiesto nel campionato, diversi giocatori della NHL iniziarono a indossare protezioni per il collo nelle partite e negli allenamenti. La Federazione americana di hockey su ghiaccio ha approvato una nuova politica, in vigore dal 1º agosto 2024, che richiede a tutti i giocatori di età pari o inferiore a 18 anni di indossare una protezione per impedire danni irreversibili nella zona del collo durante le partite e gli allenamenti.